# KV Wageningen
KV Wageningen is een Nederlandse korfbalvereniging uit Wageningen, Gelderland. De club bestaat sinds 2009 en is een fusie tussen 3 andere korfbalclubs uit de stad, namelijk VADA 1925, SKV en SSS.
De reden achter deze fusie was het behoud van leden en het beoefenen van korfbal op het hoogste niveau. In opgedeelde fases werd de complete fusie een feit in de zomer van 2012.

## VADA 1925
Opgericht op 1 juni 1925 en is hiermee de oudste club van deze 3. Heeft van de 3 clubs de meeste ervaring op het hoogste niveau.
VADA 25 brak in 1996 door tot het hoogste niveau in Nederland. In dat jaar promoveerde de club zowel op het veld als in de zaal naar de hoogste competitie.
In beide competities had de club het lastig. In hun eerste jaar, (1996-1997) degradeerde het zowel op het veld als in de zaal. In de jaren erna  werd gevochten voor lijfsbehoud, wat beter lukte op het veld dan in de zaal.
Zo speelde de club op het veld onafgebroken in de Hoofdklasse van 2001 t/m 2006. In de zaal kwam de club in 2001 terug op het hoogste niveau, om in 2003 weer te degraderen. Seizoen 2004-2005 was hun laatste seizoen op het hoogste zaalniveau.

## SKV
Opgericht in 1933. Was landelijk bekend vanwege het jaarlijkse SKV Zoomkorfbaltoernooi op Tweede Pinksterdag

## SSS
SSS is opgericht op 27 juni 1927 en heeft voor de fusie van de twee korfbalbonden (KNKB en CKB) deelgenomen aan de CKB-competitie. Daarin heeft het eerste team volop in de Hoofdklasse meegedraaid en zelfs eenmaal het Kampioenschap van Nederland behaald. Het veld aan de Hollandseweg werd in 1950 in gebruik genomen. Daarvoor speelde de vereniging o.a. op de Wielerbaan. In 1977 kwam er nog een groot stuk grond (het ‘bovenveld’) bij, zodat het 50-jarig jubileum met een terreinuitbreiding gevierd kon worden. In 1987, bij het 60-jarig bestaan, werd dankzij grote inspanning van de leden een lang gekoesterde wens gerealiseerd: een eigen clubhuis en de kleedaccommodatie werden in gebruik genomen. Een kunstgrasveld met wedstrijdverlichting werd in 2000 gerealiseerd.

## Ambitie
De club heeft sinds de oprichting (2012) er geen geheim van gemaakt dat het spelen op het hoogste niveau de doelstelling is. Daarmee doelt de club op de Korfbal League in de zaal en de Ereklasse op het veld.
VADA 25 zat al 2 keer dichtbij promotie naar de Korfbal League. Ze speelden kruisfinales in de Hoofdklasse in 2009 en 2010, maar deze gingen verloren.
Na de fusie en oprichting van KV Wageningen was er in 2019 nog een kans op promotie. De club eindigde 1e in de Hoofdklasse B en speelden kruisfinales tegen  Groen Geel, maar verloren in 2 wedstrijden.